# Успеновка (Орловская область)
Успеновка — деревня в Марьинском сельском поселении Корсаковского района Орловской области России.

## География
Деревня расположено в 103 км на северо-восток от Орла, на берегу реки Грязная

## Население
| 1857 | 2010 |
| ---- | ---- |
| 242  | ↘39  |